# Liste von Zeitungen in Bangladesch
Dies ist eine Liste von Zeitungen in Bangladesch.
- The Daily Star (Bangladesch) (Dhaka)
- Dhaka Tribune (Dhaka)
- New Age (Dhaka)
- The Bangladesh Observer (Dhaka)
- Dainik Target
- The New Nation
- Ittefaq (Tageszeitung in bengalischer Sprache)
- Prothom Alo (Dhaka)
- Manavzamin
- Inqilab
- Janakantha (Dhaka)
- Aajker Kagoj
- Jugantor
- Naya Diganta
- Amar Desh
- Bhroer Kagoj
- Din Kal
- Sangbad
- Purbanchal
- Independent
- Uttaranchal
- Shakti
- Kaler kantho